# Airless
Airless (deutsch luftlos) bezeichnet ein Farbspritzverfahren, bei dem das Spritzmaterial ohne Luftzufuhr durch hohen Druck zerstäubt und auf die Oberfläche aufgebracht wird.

## Technik
Eine elektrisch, pneumatisch oder durch einen Verbrennungsmotor betriebene Pumpe setzt das Material über einen Schlauch, Rüssel oder Trichter über eine Membran oder einen Kolben unter Druck und presst eine definierte Menge an Spritzmaterial mit bis zu 540 bar aus dem Gerät durch den Hochdruckschlauch und die Spritzpistole. In der Pistole sitzt eine Düse, die für die gewünschte Zerstäubung bei Austritt des Spritzmaterials sorgt. Ein Manometer misst dabei den Druck, den die Maschine im Betrieb erzeugt.

## Einsatzbereich
Airless-Farbspritzgeräte werden unter anderem im Handwerk und der Industrie eingesetzt. Klassische Anwendungsbereiche liegen zum Beispiel im Malerhandwerk oder im Einsatz in metallverarbeitenden Unternehmen oder Schreinereien.
Der wesentliche Vorteil des Airlessverfahrens ist die hohe Wirtschaftlichkeit durch geringe Personalkosten, die Möglichkeit große Flächen in kürzester Zeit zu bearbeiten und durch den verhältnismäßig geringen Materialverbrauch an Farben, Lacken und Grundierungen. Besonders raue oder strukturierte Oberflächen, beispielsweise bei Strukturputz, lassen sich leicht bearbeiten – im Gegensatz zur Bearbeitung mit klassischem Malerwerkzeug.
Nachteile sind: die Farbnebelbildung, als auch der zusätzliche Arbeitsaufwand durch das Abkleben des Arbeitsbereichs und die Reinigung der Geräte.
Folgende Materialien können mit Airless-Farbspritzgeräten verarbeitet werden:
| - Lacke - Beize - Füller - Grundierung / Primer - Korrosionsschutzmittel - Polymerdispersion (Latex) - Acrylfarbe - Innen- und Außendispersion | - Silikat - Flammschutz - Dickschichtmaterial - Spritzspachtel - Dachbeschichtungsmaterial - Gewebekleber - Tapetenkleister - Bitumen |